# Pau Faner i Coll
Pau Faner i Coll   (Ciutadella de Menorca, 4 d'abril de 1949) és pintor, narrador i professor de secundària. Amb una extensa obra en prosa, que comprèn gèneres diversos, ha aconseguit arribar a tots els públics i àdhuc als programes d'ensenyament secundari. Un altre reconeixement assolit han estat nombrosos premis literaris, entre ells tres de gran prestigi: el Josep Pla, el Ramon Llull i el Sant Jordi. La collita de premis la completa en castellà, llengua amb la qual va aconseguir el premi Nadal.
El seu estil destaca per una adaptació nostrada de la tècnica o l'esperit del realisme màgic, un context entre mític i costumbrista (de vegades amb tocs de ciència-ficció), i una narració amb un ritme viu.
Com a pintor, ha exposat a Barcelona, Madrid i Nova York.

## Obra

### Narrativa breu
- 1972 Contes menorquins
- 1976 El camp de les tulipes
- 1981 Amb la mort al darrere
- 1984 Lady Valentine
- 1986 AEIOU
- 1995 La núvia del vent
- 1997 Roses de paper
- 2003 Caps de rata
- 2005 Per no oblidar-te
- 2009 El cant de l'alosa

### Narrativa infantil i juvenil
- 1983 El violí màgic
- 1985 Ses ganes de riure
- 1991 L'illa dels homes (La dama de la mitja ametlla I)
- 1991 El camí de roques negres (La dama de la mitja ametlla II)
- 1997 Les noces del cel i de la terra (La dama de la mitja ametlla III)
- 2003 Caps de rata

### Novel·la
- 1974 - L'arcàngel
- 1976 - Un regne per a mi
- 1979 - Potser només la fosca
- 1983 - La vall d'Adam
- 1986 - El cavaller i la fortuna
- 1986 Viatge de nit
- 1986 Flor de sal
- 1988 - Moro de rei
- 1993 - Mal camí i bon senyor
- 1996 - Per una mica d'amor
- 2004 - Aetara
- 2011 - Les bodes del diable
- 2016 - L'amor del capità Gavina
- 2017 - Com s'assembla la vida als somnis
- 2018 - El dia i la nit
- 2019 - Formigues dins els pantalons (Editorial Gregal)

## Premis
- 1972 Ciutat de Palma de novel·la per L'arcàngel
- 1975 Sant Jordi per Un regne per a mi
- 1977 De la crítica per Un regne per a mi
- 1983 Víctor Català per Lady Valentine
- 1983 Josep Pla per Fins al cel
- 1985 Joan Crexells per Fins al cel
- 1986 Nadal per Flor de sal
- 1988 Ramon Llull per Moro de rei
- 1992 Sant Joan per Mal camí i bon senyor
- 2010 Crítica Serra d'Or de narració per El cant de l'alosa